# تنها در تاریکی ۳
تنها در تاریکی ۳ (به انگلیسی: Alone in the Dark 3) یک بازی رایانه‌ای منتشر شده توسط شرکت اینفروگیمز است. این بازی در تاریخ ۱۹۹۴ عرضه شده و سازنده آن اینفروگیمز است.